# Jean Marchand (auteur)
Pour les articles homonymes, voir Jean Marchand.
Jean Marchand est un bibliothécaire et historien français, né le 27 octobre 1894 à Lencloître et mort le 10 janvier 1988 dans le huitième arrondissement de Paris, principalement connu pour ses éditions scientifiques de texte de l'époque médiévale, moderne ou contemporaine, dont la plus fameuse reste son Cléomadès paru en 1925. C'est aussi un spécialiste de Michel de Montaigne, de Jean-Baptiste Colbert de Torcy, de Jacques Antoine Creuzé-Latouche et de la maison de La Rochefoucauld, et un collaborateur régulier de la Revue d'histoire diplomatique, du Bulletin du bibliophile et du Bulletin de la Société des bibliophiles de Guyenne.
Il est nommé archiviste-paléographe par décret du 1er mars 1921, neuvième sur douze de la promotion normale. De 1922 à 1958, il est bibliothécaire à l'Assemblée nationale sous les Troisième et Quatrième Républiques. Il est correspondant de l'Académie des Sciences morales et politiques, membre de l'Académie nationale des sciences, belles-lettres et arts de Bordeaux et président de la Société Internationale des Amis de Montaigne.

## Pseudonymes
Au cours de sa carrière littéraire, Jean Marchand utilise au moins trois pseudonymes distincts : « Iohannes Mercator » (transcription littérale de ses nom et prénom en latin), « Sennahoi Torracem » (anagramme du précédent) et « J.M.A.P.B.A.L.C.D.D. » (soit les initiales de : « Jean Marchand, archiviste paléographe, bibliothécaire à la Chambre des députés »).

## Publications

### Ouvrages
- Les Brisures des armes de France, thèse de l’École nationale des Chartes, A. Picard et fils, Paris, 1921[4].
- Des rapports existant dans le nord de la France entre brasseurs et débitants tenus de se fournir obligatoirement de marchandises chez eux, Thèse pour le doctorat, Faculté de droit de l'université de Lille, Lille, 1930, 171 p.[5]
- Voyages en France de François de La Rochefoucauld, 1781-1783, 2 volumes, Honoré Champion, Paris, 1933-1938, 228 et 239 p.[6]
- Notice bibliographique des travaux publiés par Jean Marchand, archiviste paléographe, bibliothécaire de la Chambre des Députés, Imprimerie Taffard, Bordeaux, 1940, 18 p.[7]
- Seconde épitre non moins officieuse que la première et adressée par le même auteur au même bibliophile, son ami, lequel désire savoir à quelles marques on peut connaitre les livres qui ont du prix et ceux qui en ont moins qu'on ne dit, Imprimerie Taffard, Bordeaux, 1940, 31 p.[8]
- S'ensuit la tierce épitre fort récréative, assaisonnée à l'huyle et au vinaigre, ou il esttraicté de quelques ennemis tres cruels des bibliothèques et des bibliothécaires, Imprimerie Taffard, Bordeaux, 1940, 15 p.[9]
- Voicy la quarte épitre de Johannes Mercator ou Montaigne dans ses larrecins, Imprimerie Taffard, Bordeaux, 1940, 8 p.[10]
- Bibliographie générale raisonnée de La Rochefoucauld, L. Giraud-Badin, Paris, 1948, 296 p.[11]
- Le Palais-Bourbon, des origines à nos jours, préface du président Édouard Herriot, Desfossés, Paris, 1949, 117 p.[12]
- Épitres à un ami bibliophile, La Baconnière, Neuchâtel, 1951, 187 p.[13]
- La Mission extraordinaire du marquis de Torcy en Danemark-Norvège et son voyage en Suède d'après la correspondance diplomatique, 1685, préface de Robert Schuman, Bibliothèque nordique, Paris, 1951, 140 p.[14]
- Iconographie et isographie de la Maison de La Rochefoucauld, M. Darantière, Paris, 1953[15].
- Étrennes à un ami bibliophile, La Baconnière, Neuchâtel, 1954, 206 p.[16]
- Le Palais Bourbon, photographies de Jacques Boulas, Hachette, Paris, 1962, 120 p ; nouvelle édition mise à jour en 1974, avec des photographies de Sartony[17],[18].
- La Bibliothèque de l'Assemblée nationale : histoire de ses origines, de sa constitution officielle et de ses développements, sous la direction de Camus et de Druon, jusqu'à la construction de la bibliothèque actuelle, Société des bibliophiles de Guyenne, Bordeaux, 1979, 205 p.[19]

### Articles
- Un compte inédit de Bertrand Du Guesclin, in Bibliothèque de l'École des chartes, 1927[20].
- Le Départ en mission de l'astronome Joseph-Nicolas Delisle pour la Russie (1721-1726), in Revue d'histoire diplomatique, octobre-décembre 1929, Éditions d'histoire générale et d'histoire diplomatique, Paris[21].
- Une lettre du duc de Liancourt à Talleyrand (1797), in Revue d'histoire diplomatique, octobre-décembre 1929, Éditions d'histoire générale et d'histoire diplomatique, Paris[22].
- Journal d'exil du duc de Liancourt, in Le Correspondant, Paris, 25 octobre 1930[23].
- La mission extraordinaire du marquis de Torcy en Danemark et son voyage en Suède (1685), in La Revue de Paris, 15 juin 1930[24].
- Trois lettres inédites du duc de Liancourt (Philadelphie, 1796-1797) à madame de Liancourt, au président Washington et à M. Letombe, in Revue d'histoire diplomatique, octobre-décembre 1930, Éditions d'histoire générale et d'histoire diplomatique, Paris[25].
- Le Journal du duc de Liancourt à Philadelphie (1794-1795), in Revue d'histoire diplomatique, octobre-décembre 1931, Éditions d'histoire générale et d'histoire diplomatique, Paris[26].
- La Bibliothèque de la Chambre des députés in Le Mercure de France, 1er mai 1932[27].
- Abrégé de la vie de M. le marquis de Torcy, escrite par Mme la marquise d'Ancezune, sa fille, in Revue d'histoire diplomatique, juillet-septembre 1932 / janvier-mars / avril-juin 1933, Éditions d'histoire générale et d'histoire diplomatique, Paris[28].
- Un ambassadeur de Napoléon : le comte Alexandre de La Rochefoucauld (1767-1841), in Revue d'histoire diplomatique, avril-juin 1934, Éditions d'histoire générale et d'histoire diplomatique, Paris[29].
- Une édition mort-née des Maximes de La Rochefoucauld. L'édition Herbert (1865), in Bulletin du bibliophile, L. Giraud-Badin, Paris, 16 janvier 1935[30].
- Une édition pré-originale de Bossuet. L'Oraison funèbre de Marie-Thérèse d'Autriche, in Bulletin du bibliophile, L. Giraud-Badin, Paris, 25 décembre 1935[31].
- Les Manuscrits des « Maximes » de La Rochefoucauld, histoire, classement et description, in Bulletin du bibliophile, L. Giraud-Badin, Paris, 1935[32].
- Des « Maximes » insoupçonnées de La Rochefoucauld parmi les « Nouvelles oeuvres meslées » de Saint-Evremond, in Bulletin du bibliophile, L. Giraud-Badin, Paris, 1936[33].
- L'Art héraldique d'après la littérature du Moyen âge. Les origines : la Chanson de Roland, in Le Moyen Âge, 1937[34].
- Hypothèse sur la quatrième édition des « Essais » de Montaigne (1587), in Bulletin de la Société des bibliophiles de Guyenne, 1937[35].
- Une enquête sur l'imprimerie et la libraire en Guyenne, mars 1701, in Bulletin de la Société des bibliophiles de Guyenne, 1939[36].
- Officieuse épitre à un ami bibliophile qui veut faire réparer ses livres, in Bulletin de la Société des bibliophiles de Guyenne, deuxième trimestre 1939[37].
- Les Lettres familières de Montesquieu et la mystérieuse édition de Hollande, in Bulletin de la Société des bibliophiles de Guyenne, septembre 1940[38].
- Rabeloesiana, une édition rare du « Quart Livre », Paris, M. Fezandat, 1552, in Bibliothèque d'humanisme et Renaissance, t. I, 1941[39].
- A propos d'une édition récente des « Cahiers » de Montesquieu, in Bulletin de la Société des bibliophiles de Guyenne, décembre 1942[40].
- Les Trois Testaments du duc de La Rochefoucauld et celui du prince de Marcillac, son fils, in Bulletin du bibliophile, L. Giraud-Badin, Paris, mai-juin 1946, 42 p.[41]
- Une amitié internationale au XVIIIe siècle : La Rochefoucauld-Liancourt et ses fils Maximilien de Lazowski et Arthur Young, in Annuaire-Bulletin de la Société de l'Histoire de France, Paris, 1947[42].
- Une rare impression bordelaise d'Arnault Oubret, 1618. Histoire très véritable de l'exécrable et cruelle mort soufferte par deux vénérables pères capucins en la cité de Marque en Barbarie, in Bulletin de la Société des bibliophiles de Guyenne, numéro 56, décembre 1952[43].
- Une pièce de vers inconnue, attribuable à Molière, dans un rarissime ouvrage de François Colletet, in Bulletin du bibliophile, L. Giraud-Badin, Paris, numéro 5, 1954[44].
- « Le Partage du lion de la fable » (1700-1701). Rarissime pamphlet d'origine viennoise contre la politique de Louis XIV, à propos de la Succession d'Espagne, in Bulletin du bibliophile, L. Giraud-Badin, Paris, 1955[45].
- Peut-on identifier L.D.S.E.Q.V. ?, in Bulletin du bibliophile, L. Giraud-Badin, Paris, 1955[46].
- Un livre bordelais très rare : « La France attaquée et déffendue » de Jean de Lartigue (1674), in Bulletin de la Société des bibliophiles de Guyenne, impr. Taffard, Bordeaux, 1958[47].
- De la Politique de Montesquieu. Fragments publiés d'après le manuscrit autographe par Jean Marchand, in Bulletin de la Société des bibliophiles de Guyenne, impr. Taffard, Bordeaux, 1959[48].
- Les Véritables auteurs des « Poésies de La Rochefoucauld ». Le Recueil de Chamhoudry de 1655, in Bulletin du bibliophile et du bibliothécaire, Paris, numéro 3, 1959[49].
- La Confédération gauloise, plan russe de partage de la France du 15 juin 1833, publié selon la très rare édition originale de Londres, in Le Livre et l'estampe, Bruxelles, numéros 24 et 25, 1960 et 1961[50].
- « The Portfolio » de David Urquhart, une entreprise anglaise de divulgation de documents secrets russes, 1835-1845, in Revue d'histoire diplomatique, A. Pedone, Paris, numéro 2, avril-juin 1961[51].
- Sur une reliure aux armes de Maurice, prince et cardinal de Savoie, in Le Livre et l'estampe, Bruxelles, numéros 27, 1961[52].

### Éditions scientifiques
- Le roman de Jean de Paris renouvelé par Jean Marchand, H. Piazza, Paris, 1924, 254 p.[53]
- Cléomadès : roman d'aventures du XIIIe siècle renouvelé d'Adenet le Roi, Emile-Paul frères, Paris, 1925, 196 p.[54]
- Souvenirs du 10 août 1792 et de l'armée de Bourbon, rédigé par le duc François XII de La Rochefoucauld et édité par Jean Marchand, Calmann-Lévy, Paris, 1929, 245 p.[55]
- La légende de Flore et Blanchefleur : poème du XIIe siècle renouvelé par Jean Marchand, édition d'art H. Piazza, Paris, 1930, 139 p.[56]
- Le journal d'émigration du baron de Franclieu à l'armée de Condé et à l'armée de Bourbon, in La Révolution française, 1930[57].
- Mémoires de la chanoinesse de Franclieu, Firmin-Didot et Cie, Mesnil (Eure), 1930, 203 p.[58]
- Reproduction du manuscrit original des Maximes et réflexions morales de La Rochefoucauld, Éditions Mazarine, Paris, 1931[59].
- Les Grandes journées de Juin et de Juillet 1789, rédigé par Jacques Antoine Creuzé-Latouche et publié par Jean Marchand, J. de Grandpré, Blois, 1935[60].
- L'autre monde au Moyen âge : voyages et visions (réunion de « La Navigation de saint Brendan », « Le Purgatoire de saint Patrice » et « La Vision d'Albéric »), E. de Boccard, Paris, 1940, 187 p.[61]
- Journal de voyage en Amérique et d'un séjour à Philadelphie du duc de Liancourt (1er octobre 1794-18 avril 1795) avec des lettres et des notes sur la conspiration de Pichegru, R. Clavreuil, Paris, 1940, 163 p.[62]
- La Liberté des mers (ventôse an VI-1798), jugements sur la politique anglaise de Bertrand Barère de Vieuzac, choisis et publiés avec une introduction et des notes par Jean Marchand, F. Sorlot, Paris, 1942, 200 p.[63]
- La vie en Angleterre au XVIIIe siècle ou Mélanges sur l'Angleterre, 1784, de François de La Rochefoucauld, G. Le Prat, Paris, 1945, 263 p.[64]
- Journal des États-Généraux et du début de l'Assemblée nationale : 18 mai-29 juillet 1789, rédigé par Jacques-Antoine Creuzé-Latouche et publié par Jean Marchand pour la Société de l'histoire de France, H. Didier, Paris, 1946, 315 p.[65]
- Le livre de raison de Montaigne sur l' « Ephemeris historica » de Beuther, reproduction en fac-similé avec introduction et notes par Jean Marchand, préface de M. Abel Lefranc, Compagnie française des arts graphiques, Paris, 1948, 362 p.[66]
- Le Procès de condamnation de Jeanne d'Arc, reproduction en facsimilé du manuscrit authentique sur vélin (n ° 1119 de la Bibliothèque de l'Assemblée nationale), Plon, Paris, 1955[67].
- Les Dangers de la cour, nouvelle inédite d'Eugène Delacroix publiée d'après le manuscrit autographe par Jean Marchand, Aubanel, Avignon, 1960[68].
- Œuvres complètes de François de La Rochefoucauld (1613-1680), édition établie par Louis Martin-Chauffier, revue et augmentée par Jean Marchand, introduction par Robert Kanters, chronologie et index par Jean Marchand, Gallimard, Paris, coll. « Bibliothèque de la Pléiade », 1964, 996 p.[69]

## Distinctions

### Prix et hommages
- L'Académie française lui décerne le prix Saintour en 1948 pour son ouvrage Le livre de raison, de Montaigne.[70]

### Décorations
- Chevalier de la Légion d'honneur (1950)[71]

- Croix de guerre 1914-1918[2]